# Maximilien-Auguste Bleickard d'Helmstatt
Maximilien-Auguste Bleickard, comte d'Helmstatt , né le 28 août 1728 à Nancy et mort le 10 juillet 1802, est un officier des armées du roi et député de la noblesse du bailliage de Sarreguemines aux Etats généraux de 1789.

## Biographie
Il est le fils de Maximilien Bleickard et d'Eléonore Henriette de Poitiers, qui achète en 1742/1743 le comté de Morhange. Il est baron d'Helmstatt, comte de Morhange, seigneur de Hingsange, souverain de Neckarbischofsheim au titre de Freiherr (baron libre du Saint-Empire romain germanique). Il était aussi seigneur de Châton au Maine, domaine de son beau-père.
Stanislas Leszczyński lui accorde la nationalité lorraine le 17 septembre 1765 par lettres de naturalisation, cette nationalité cesse d’exister lorsque Louis XV annexa à la France le duché de Lorraine en 1766. 

### Carrière militaire
Le comte d’Helmstatt fut capitaine au régiment de cavalerie Barbançon puis colonel du régiment de cavalerie de Bretagne dès 1748. Il fut mestre de camp du 3e régiment de hussards en 1783.

### Député aux états généraux de 1789
Il est élu député de la noblesse pour le  bailliage de Sarreguemines le 30 mars 1789, c'est ainsi qu'il participe aux États généraux de 1789. 
La famille d’Helmstatt est alors très impopulaire à cause de sa dureté, comme en témoignent les cahiers de doléances de ses sujets.
Très attaché à l'Ancien régime, il refuse de suivre la majorité réformatrice et donne sa démission le 20 janvier 1790.

### Exil

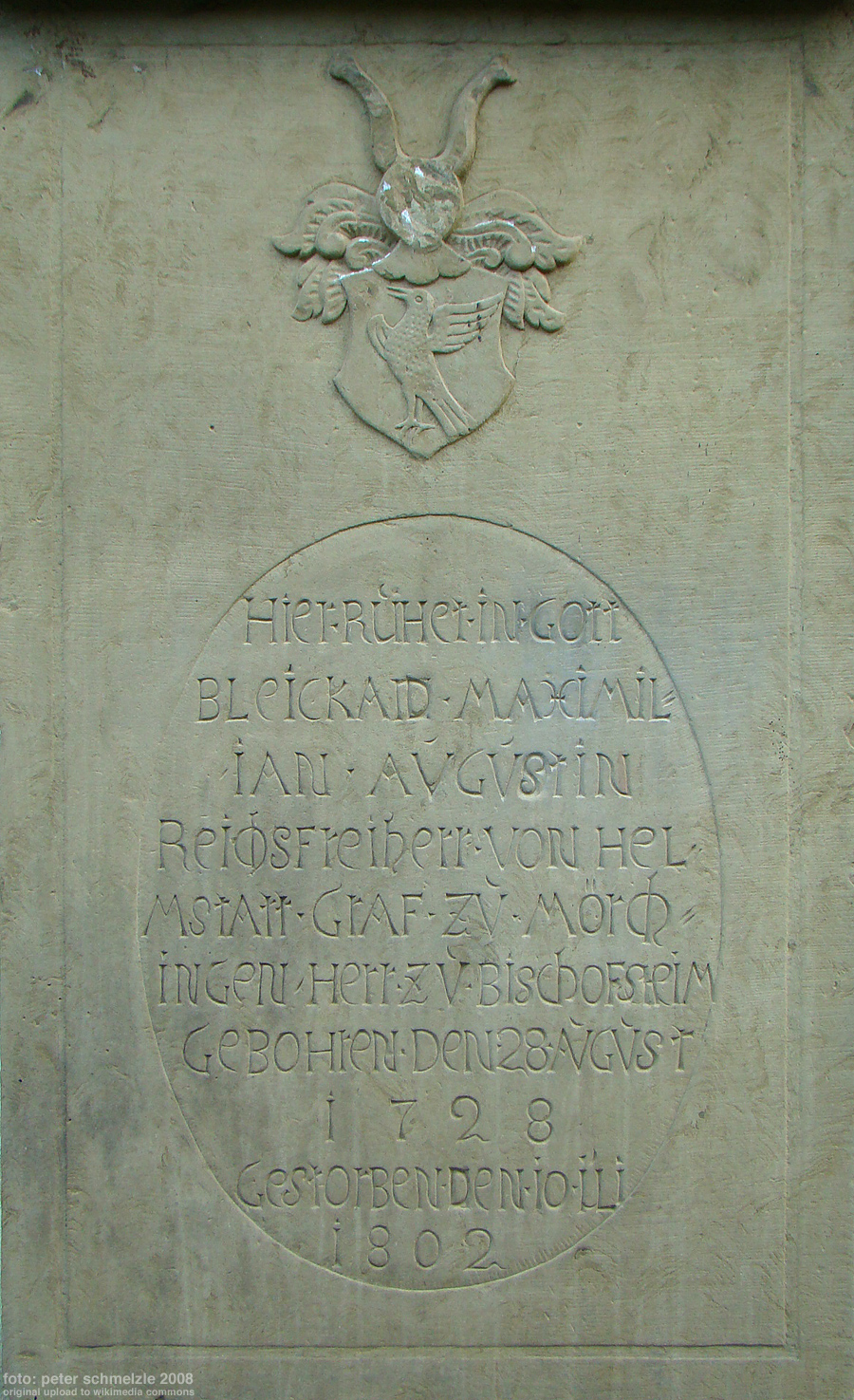
Tombe avec épitaphe de Maximilien-Auguste Bleickard d'Helmstatt dans la chapelle funéraire de Neckarbischofsheim

Le comte d’Helmstatt émigre avec sa famille à Neckarbischofsheim. Il est porté sur la liste des émigrés le 4 septembre 1792, ses biens sont mis sous séquestre. 
Bien que considéré comme prince possessionné, il perd par le Traité de Lunéville du 9 février 1802 toutes ses possessions françaises sans aucune compensation territoriale.

## Famille
Il épouse le 12 mars 1747 à Paris Henriette Louise de Montmorency-Laval (1733-1811), fille de Guy-Claude-Roland de Laval-Montmorency et de Marie-Élisabeth de Rouvroy de Saint-Simon; son épouse est par ailleurs la sœur de la dernière abbesse de Montmartre et la cousine de l’évêque de Metz. Ils n'ont pas d'enfants.
N'ayant pas d'héritiers, il adopte  en 1773 François Louis d’Helmstatt (1752-1841), un lointain cousin de la ligne allemande d’Oberöwisheim-Hochhausen. 

## États de service
- Capitaine en ?
- Colonel en 1748.
- Mestre de camp en 1783.

## Affectations
- Au régiment de cavalerie Barbançon en ?
- Au régiment de cavalerie de Bretagne dès 1748.
- Au 3e régiment de hussards en 1783.